# (35788) 1999 JL24
1999 JL24 (asteroide 35788) é um asteroide da cintura principal. Possui uma excentricidade de 0.16684250 e uma inclinação de 12.40673º.
Este asteroide foi descoberto no dia 10 de maio de 1999 por LINEAR em Socorro.